# Chaos (Bley-Di-Castri-Oxley-Album)
Chaos ist ein Jazzalbum von Paul Bley, Furio Di Castri und Tony Oxley. Die am 28. und 29. März 1994 im Mu Rec Studio in Mailand entstandenen Aufnahmen erschienen 1998 auf Soul Note.

## Hintergrund
Drei Jahre vor diesen Aufnahmen hatte Oxley an der ECM-Produktion In the Evenings Out There mitgewirkt, bei der der Schlagzeuger mit Paul Bley, Gary Peacock und John Surman zusammenkam, um eine Sammlung von Solos, Duo-, Trio- und lediglich zwei Quartettstücken aufzunehmen. Bei ihrer Session im Mailand spielten Bley und Oxley dann mit dem Bassisten Furio Di Castri. Auch wenn die Instrumentierung (Piano, Bass und Schlagzeug/Perkussion) ein konventionelles Klaviertrio erwarten lassen, bestehen die 13 ausgewählten Stücke in Wirklichkeit aus vier Schlagzeugsoli, einem unbegleiteten Bassstück, zwei Klaviersoli, einem Klavier-Schlagzeug-Duett und lediglich fünf Trionummern.

## Titelliste
- Paul Bley / Furio Di Castri / Tony Oxley: Chaos (Soul Note 121285-2)[2]

1. Chaos 4:53
2. Touching Bass 3:47
3. Modulating 4:37
4. Soft Touch 5:58
5. Poetic Justice 6:36
6. Interpercussion 1 1:51
7. Touch Control 3:22
8. Turnham Bey 4:58
9. Street Wise 6:07
10. Bow Out 4:20
11. Starting Over 5:16
12. Interpercussion 2 3:34
13. Template 4:00

Die Kompositionen stammen von Furio Di Castri (2), Paul Bley (1, 4, 5, 7–9, 11, 13), Tony Oxley (3, 4, 6, 10, 12).

## Rezeption

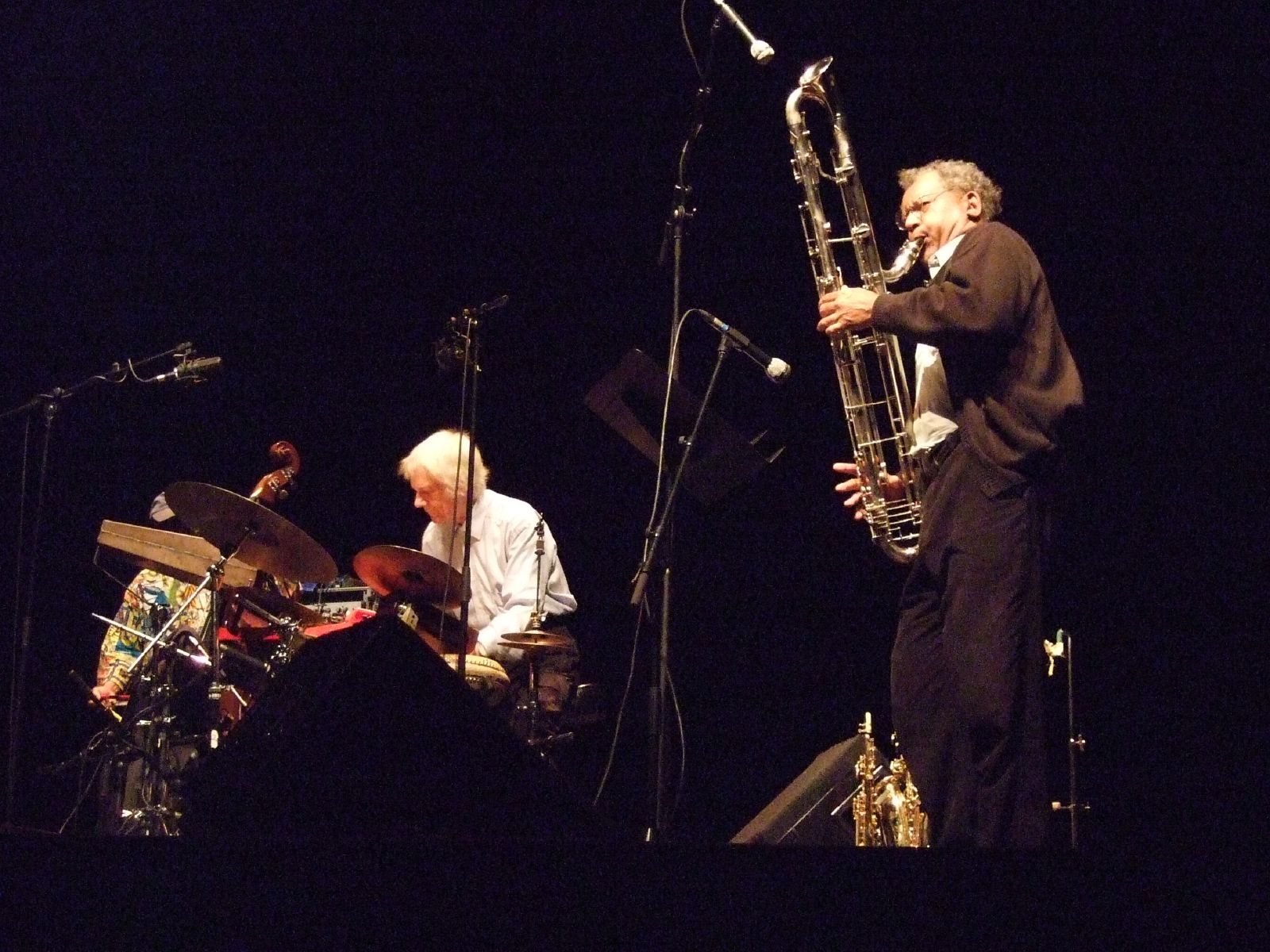
Tony Oxley bei einem Auftritt mit Cecil Taylor (nicht abgebildet) und Anthony Braxton

Scott Yanow verlieh dem Album in Allmusic vier Sterne und lobte, dies sei ein faszinierendes Album. Bleys Einsatz von Raum und Dynamik hätte den Pianisten des Free Jazz in den 1960er Jahren einen alternativen Ansatz zu dem von Cecil Taylor ermöglicht; hier klinge Bley recht kreativ und sein Eröffnungsstück „Chaos“ sei nahezu ein Klassiker. Di Castri, der auf seinem unbegleiteten „Touching Bass“ sehr einfallsreich sei, spiele intuitiv und zeige auf seinem Instrument einen gewaltigen Ton. Allerdings sei es Oxley, der oft die Aufmerksamkeit auf sich ziehe. Sein umfangreiches Equipment lasse einen glauben, er habe einen Schrottplatz gestürmt, und seine vier Soli seien eher voller [Klang-]farben als voller Technik, Überraschungen statt Schwung. Während sonst viele Drum-/Percussion-Soli viel verlören, wenn das visuelle Element nicht vorhanden ist, lasse sich Tony Oxleys Spiel sehr gut auf Tonträger übertragen. Diese Reihe prägnanter freier Improvisationen sei aufgeschlossenen Zuhörern wärmstens zu empfehlen.
Für Glenn Astarita, der das Album in All About Jazz rezensierte, sorge Bley auf Chaos für die melodischen Zwischenspiele, während Oxley und Di Castri verschiedene rhythmische Strukturen erkunden. Bleys Soli erwiesen sich manchmal als ätherisch und eindringlich, während die Trio-Kompositionen dazu neigten, wechselnde Stimmungen, unterschiedliche Motive und gelegentlich Hinweise darauf hervorzurufen, was Bill Evans mit einigen Free-Jazz-Musikern erreicht haben könnte. Nach Ansicht von Astarita sind Oxleys Erfindungen auf dem Schlagzeug-Kit legendär; sein Arsenal an seltsam klingenden Schlaginstrumenten und seine Fähigkeit, mitten im Strom den Gang zu wechseln, würden ein Gefühl von Verspieltheit vermitteln. Bley und Co. hätten eine sehr interessante Sammlung von Stücken herausgebracht, die die Fantasie und die Grenzen des Jazz erweitern.